# 프레데리크 불로
프레데리크 불로(프랑스어: Frédéric Bulot, 1990년 9월 27일 ~ )로 더 잘 알려진 프레데리크 불로 와가(프랑스어: Frédéric Bulot Wagha)는 독사 카토코피아스의 미드필더로 활약하는 가봉의 프로 축구 선수이다. 그는 프랑스 청소년 국가대표로 16세 이하 팀을 시작으로 모든 레벨에서 국가대표로 활약했다.

## 국가대표팀 경력
불로는 프랑스인 아버지와 가봉인 어머니 사이에서 태어났기 때문에 성인 국가대표로 프랑스와 가봉에 모두 자격이 있었다. 그는 2014년 2월에 가봉 국가대표팀에 처음 소집되었다.  그는 2014년 3월 5일 모로코와의 친선 경기에서 국가대표 데뷔전을 치렀다.

## 플레이 스타일
전 구단 모나코는 그를 중앙 미드필더나 공격수로 뛸 수 있는 다재다능한 왼발 박스투박스 미드필더로 묘사했다.